# Kent Sundén
Kent Sundén, född 25 februari 1946, är en svensk före detta professionell ishockeyspelare (forward). Han har bl.a. spelat för Luleå HF under sin karriär.